# Łukowa (gemeente)

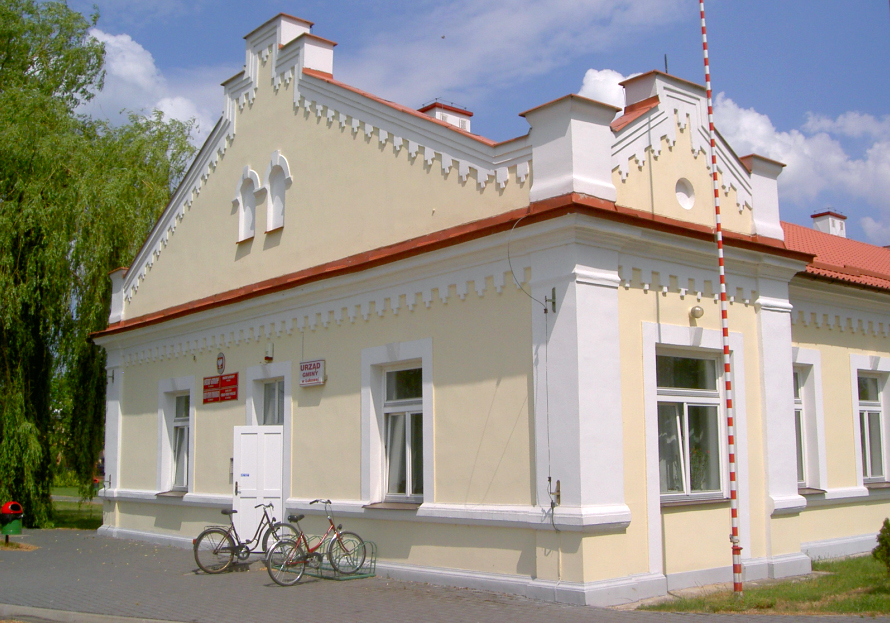
Urząd Gminy Łukowa

De gemeente Łukowa is een landgemeente in het Poolse woiwodschap Lublin, in powiat Biłgorajski.
De zetel van de gemeente is in Łukowa.
Op 31 december 2006 telde de gemeente 4.506 inwoners.

## Oppervlakte gegevens
In 2002 bedroeg de totale oppervlakte van gemeente Łukowa 148,75 km², waarvan:
- agrarisch gebied: 47%
- bossen: 45%

De gemeente beslaat 8,87% van de totale oppervlakte van de powiat.

## Demografie
Stand op 30 juni 2004:
| Omschrijving                   | Totaal | Totaal | Vrouwen | Vrouwen | Mannen | Mannen |
| ------------------------------ | ------ | ------ | ------- | ------- | ------ | ------ |
| eenheid                        | aantal | %      | aantal  | %       | aantal | %      |
| inwoners                       | 4581   | 100    | 2333    | 50,9    | 2248   | 49,1   |
| bevolkingsdichtheid (inw./km²) | 30,8   | 30,8   | 15,7    | 15,7    | 15,1   | 15,1   |

In 2002 bedroeg het gemiddelde inkomen per inwoner 1278,24 zł.

## Administratieve plaatsen (sołectwo)
Chmielek (sołectwa: Chmielek I en Chmielek II), Łukowa (sołectwa: Łukowa I, Łukowa II en Łukowa III), Łukowa IV-Borowiec, Osuchy-Kozaki, Pisklaki, Podsośnina, Szostaki, Szarajówka.

## Aangrenzende gemeenten
Aleksandrów, Józefów, Księżpol, Obsza, Susiec, Tarnogród